# Eusynonchus hirsutus
Eusynonchus hirsutus är en rundmaskart som först beskrevs av Nathan Augustus Cobb 1894.  Eusynonchus hirsutus ingår i släktet Eusynonchus och familjen Leptosomatidae. Inga underarter finns listade i Catalogue of Life.